# 八幡村 (大分県南海部郡)
八幡村（やはたむら）は、大分県南海部郡にあった村。現在の佐伯市の一部にあたる。

## 地理
東は佐伯湾、西は山地で、東部中央に海岸低地が存在していた
- 河川：戸穴川[3]

## 歴史
- 1889年（明治22年）4月1日、町村制の施行により、南海部郡戸穴村、霞ケ浦村、海崎村が合併して村制施行し、八幡村が発足[1][2]。旧村名を継承した戸穴、霞ケ浦、海崎の3大字を編成[2]。
- 1941年（昭和16年）4月29日、南海部郡佐伯町、大入島村、西上浦村と合併し、市制施行して佐伯市を新設して廃止された[1][2]。

## 産業
- 農業、養蚕、漁業[2]
- 1926年（昭和元年）日本セメント佐伯工場（大字戸穴）操業[3]

## 交通

### 鉄道
- 1916年（大正5年）国有鉄道佐伯線（現日豊本線）が大字戸穴から海崎間開通[2]。1923年（大正12年）海崎駅開設[4]